# Romariz
Romariz est une paroisse civile portugaise (en portugais : freguesia) de la municipalité de Santa Maria da Feira dans le district d'Aveiro.

## Géographie
Situé à l'est de la municipalité de Santa Maria da Feira, Romariz est limitrophe des municipalités d'Arouca (à l'est) et Oliveira de Azeméis (au sud). Elle est desservie par l'autoroute A32 qui passe à l'ouest de la paroisse.
La paroisse est composée de 13 hameaux : Carvalhal, Casal do Monte, Duas Igrejas, Fafião, Goim, Igreja, Monte Calvo, Mouquim, Oliveira, Portela, Reguenga, Romariz et Vila Nova.

## Histoire
D'abord appelée Portela, la paroisse adopte le nom de Romariz au XIe siècle ou XIIe siècle. Son nouveau nom serait une déformation de Romaricus, qui pourrait faire référence à un seigneur local chrétien durant la Reconquista.

## Démographie
Lors du recensement de 2021, Romariz compte 2 739 habitants. C'est alors la paroisse la moins peuplée de la municipalité de Santa Maria da Feira.